# Chris Clark
Christopher Clark (Elgin, Escocia, 15 de septiembre de 1980), futbolista escocés. Juega de volante y su actual equipo es el Cove Rangers de Escocia.

## Clubes
| Club            | País       | Año       |
| --------------- | ---------- | --------- |
| Aberdeen FC     | Escocia    | 2000-2008 |
| Plymouth Argyle | Inglaterra | 2008-2011 |
| Aberdeen FC     | Escocia    | 2011-2014 |
| Cove Rangerss   | Escocia    | 2014-     |